# Quốc lộ 62
Quốc lộ 62 là con đường chạy hoàn toàn trong tỉnh Long An, từ Thành phố Tân An đến thị xã Kiến Tường, dài 76,5 km.
Quốc lộ 62 bắt đầu từ ngã 3 giao với Quốc lộ 1, phường 1, thành phố Tân An, đi qua các huyện, thị xã thuộc vùng Đồng Tháp Mười gồm: Thủ Thừa, Thạnh Hoá, Tân Thạnh, Mộc Hoá, Kiến Tường và kết thúc tại cửa khẩu Bình Hiệp, thị xã Kiến Tường.
Độ dài một số tuyến đường:
- Tân An - Kiến Tường: 68 km
- Tân An - cửa khẩu Bình Hiệp, Kiến Tường: 77 km.